# Вознесенский (Мамонтовский район)
Вознесенский — посёлок в Мамонтовском районе Алтайского края России. Входит в состав Буканского сельсовета.

## География
Расположено в центральной части края.
Климат
континентальный. Средняя температура января −18,2 °C, июля +19,2 °C. Годовое количество атмосферных осадков — 367 мм.

## История
Основан в 1923 году.
В 1928 году в административном отношении входил в состав Курганского сельсовета Мамонтовского района Барнаульского округа Сибирского края.

## Население
| 1926 | 1997 | 1998 | 1999 | 2000 | 2001 | 2002 | 2003 | 2004 | 2005 |
| ---- | ---- | ---- | ---- | ---- | ---- | ---- | ---- | ---- | ---- |
| 280  | ↘15  | →15  | ↘12  | ↘11  | ↘8   | ↗11  | ↗12  | →12  | →12  |
| 2006 | 2007 | 2008 | 2009 | 2010 | 2011 | 2012 | 2013 |      |      |
| ↘11  | ↘8   | →8   | →8   | →8   | ↗9   | ↘8   | →8   |      |      |

Национальный состав
В 1928 году основное население — русские.
Согласно результатам переписи 2002 года, в национальной структуре населения русские составляли 100 % от 12 чел.

## Инфраструктура
Развито сельское хозяйство, личное подсобное хозяйство. В 1928 году состоял из 55 хозяйств.

## Транспорт
Доступен автомобильным транспортом.
Выезд на автодорогу регионального значения «Буканское — Комсомольский» (идентификационный номер 01 ОП РЗ 01К-73).